# Leirsund
Leirsund är en tidigare tätort i Lillestrøms kommun, Akershus fylke i Norge. Tätorten hade 1 465 i invånarantal den 1 januari 2022. Tätorten har en skola vid namn Asak Skole, det är en grundskola med samtliga grundskoleklasser.